# Kunțeve, Nîjnohirskîi
Kunțeve (în ucraineană Кунцеве) este un sat în comuna Mîhailivka din raionul Nîjnohirskîi, Republica Autonomă Crimeea, Ucraina.

## Demografie
Componența lingvistică a localității Kunțeve
     Rusă (83,72%)
     Ucraineană (16,28%)
Conform recensământului din 2001, majoritatea populației localității Kunțeve era vorbitoare de rusă (83,72%), existând în minoritate și vorbitori de ucraineană (16,28%).